# 이두호
{{작가 정보
| 이름 = 이두호
| 사진 = 이두호 작가.jpg
| 출생일 = 1943년 7월 5일(81세)
| 출생지 = 일제강점기 조선 경상북도 고령
| 국적 = 대한민국
| 직업 = 만화가
| 주요 작품 = 마술이 뛰어난 소년

이두호(李斗號, 1943년 7월 5일 ~)는 대한민국의 만화가, 교수이다. 1943년 경상북도 고령군 에서 태어났다. 1964년 홍익대 서양화과에 입학하였고, 1999년 세종대 만화·애니메이션 학과 정교수로 임명되었다.
자주 반복돼서 등장하는 주인공 이름 중에는 ‘까목이’, ‘머털이’ 등이 있다.
종교: 기독교

## 대표작
- 《머털도사》 - 1989년 문화방송에서 애니메이션으로 제작하였다.
- 《임꺽정》
- 《객주》
- 《바람소리》
- 그외 계몽사 위인전기《퀴리부인》, 《정약용》의 일러스트레이션을 담당하였다.[2]
- 《축구소년 까목이》[3]  소년중앙에 연재되었다. 1979년 8월에 연재 중이었다.[4]

## 수상
- 1989년 서울 YMCA 우수만화작가 선정
- 1993년 서울 YWCA 우수어린이만화작가상 - 《두손이》[5]
- 1995년 제5회 한국만화문화상 저작상 수상 - 《임꺽정》[6]
- 2004년 SICAF 코믹어워드대상
- 2006년 제6회 고바우 만화상
- 2007년 보관문화훈장